# Vanovice
Vanovice (deutsch Wanowitz) ist eine Gemeinde in Tschechien. Sie liegt fünf Kilometer südlich von Velké Opatovice und gehört zum Okres Blansko.

## Geographie

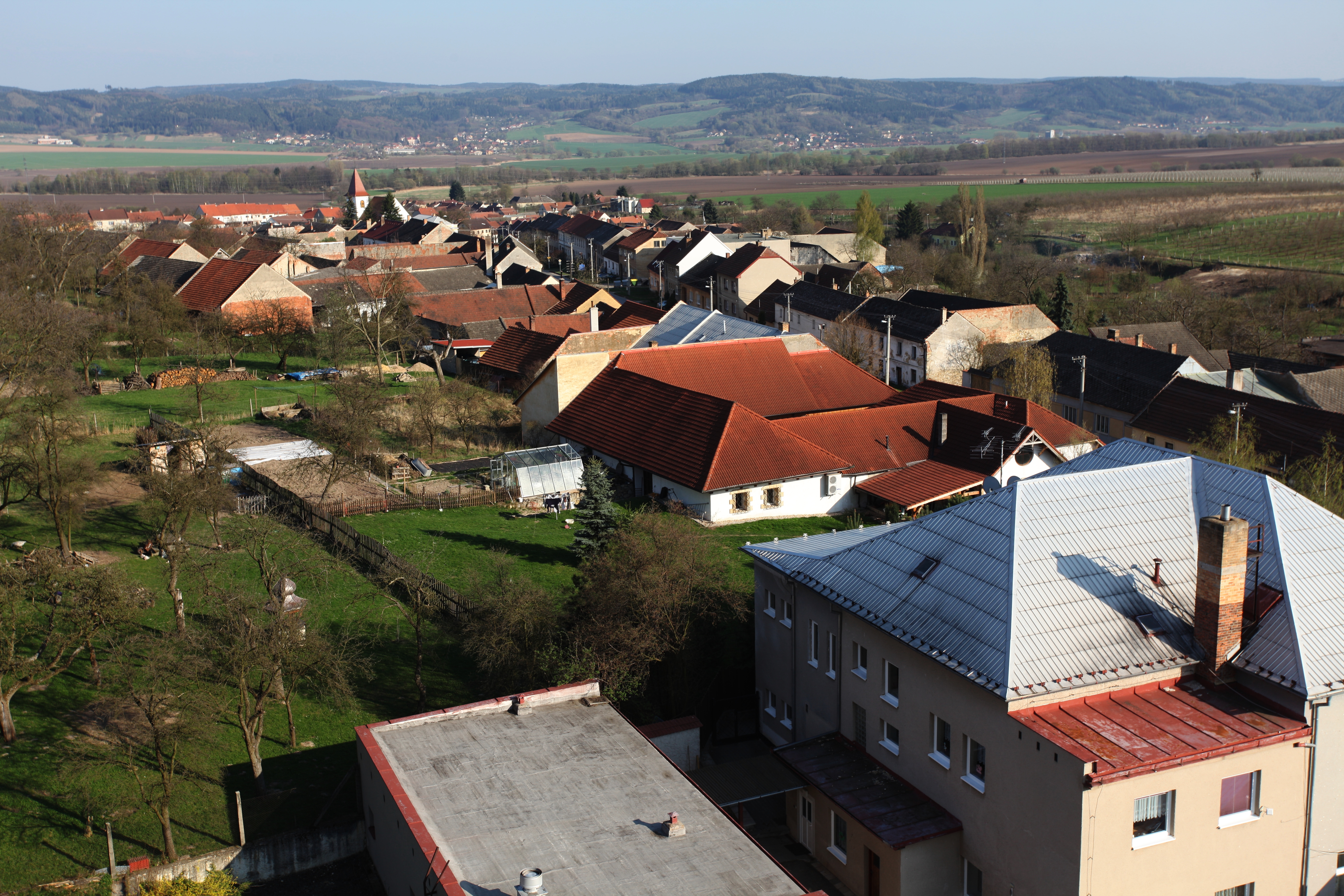
Blick von der evangelischen Kirche über das Dorf nach Osten. Im Hintergrund die katholische Kirche

Vanovice befindet sich am südlichen Fuße der Podorlická pahorkatina (Adlergebirgsvorland) in dem als Kleine Hanna bezeichneten nördlichen Teil der Boskowitzer Furche. Das Dorf erstreckt sich linksseitig des Baches Semíč, der am westlichen Ortsrand entspringt. Südwestlich erhebt sich der Nad Amerikou (553 m), im Nordwesten der Čertovec (533 m) und die Kamenná svatba (589 m). Östlich von Vanovice verläuft die Trasse der unvollendeten Reichsautobahn Wien-Breslau. Dahinter liegt die Eisenbahnstrecke zwischen Chornice und Boskovice, die nächste Bahnstation trägt den Namen Světlá u Boskovic.
Nachbarorte sind Velká Roudka und Borotín im Norden, Uhřice und Cetkovice im Nordosten, Světlá und Mořicův Dvůr im Osten, Šebetov, Knínice u Boskovic und Vážany im Südosten, Sudice, Bačov und Pamětice im Süden, Drválovice im Südwesten, Kochov und Dvorsko im Westen sowie Novičí, Na Chlumské, Svárov, Bezděčí und Malá Roudka im Nordwesten.

## Geschichte
Die erste urkundliche Erwähnung des Dorfes erfolgte im Jahre 1176. In älteren Schriften wurde das Dorf als Ivanovice bzw. Ejvanovice bezeichnet. Die Besitzer des Ortes wechselten vielfach. Zu ihnen gehörte im 16. Jahrhundert Christoph von Hardegg, der zum Lutheraner wurde. Im Jahre 1540 erhielt Vanovice den ersten evangelischen Pfarrer. Nach der Schlacht am Weißen Berg wurde die Pfarre 1622 wieder katholisch. Obwohl im selben Jahre die Protestanten des Landes verwiesen wurden, fand der Katholizismus unter der Bevölkerung wenig Anklang. Nach dem Josephinischen Toleranzpatent bekannten sich 35 Familien zur evangelischen Konfession, lediglich acht blieben katholisch. Die evangelischen Bewohner suchten bereits 1782 bei Kaiser Joseph II. um Bewilligung eines Kirchbaus. Am 15. Oktober 1782 wurde in Vanovice ein provisorisches evangelisches Bethaus geweiht. 1784 entstand in Vanovice eine evangelische Schule. Ab 1828 begann am östlichen Ortsausgang der Bau einer großen Kirche, der größtenteils als Sammlungen der evangelischen Bewohner der Gegend finanziert wurde. 500 Gulden spendete der Fürst Kukaňský, ein Katholik. Das eiserne Schlagwerk in den Türmen war ein Geschenk der britischen Königin. Nach der Errichtung der zweiten Kirche bildeten sich um die Kirchen zwei Zentren.
Nach der Aufhebung der Patrimonialherrschaften bildete Vanovice ab 1850 eine Gemeinde in der Bezirkshauptmannschaft Boskovice. Mit Beginn des Jahres 1961 wurde Vanovice dem Okres Blansko zugeordnet und zugleich Drvalovice eingemeindet.

## Gemeindegliederung
Die Gemeinde Vanovice besteht aus den Ortsteilen Drválovice (Drbalowitz) und Vanovice (Wanowitz), die zugleich auch Katastralbezirke bilden.

## Sehenswürdigkeiten
- Katholische Kirche St. Wenzel, der gotische Bau entstand im 15. Jahrhundert
- Evangelische Kirche, erbaut 1826–1844. Ihr heutiges Aussehen erhielt sie mit dem Bau der beiden Kirchtürme im Jahre 1863.